# Parlament de Suècia
El Parlament de Suècia (en suec i oficialment, Sveriges riksdag) és l'assemblea legislativa de Suècia. És de sistema unicameral i està integrada per 349 membres, anomenats riksdagsledamöter, electes per a servir per un període de quatre anys. L'edifici del Riksdag és a l'illa de Helgeandsholmen, al centre d'Estocolm.
El nom riksdag deriva de l'expressió sueca riksens ständer ("els estats del regne"), la qual feia esment a la reunió dels representants dels estaments que estava dividida la societat sueca (noblesa, clergat i burgesia), i s'ha adaptat a la versió alemanya Bundestag. Amb la introducció, el 1866, de la bicameralitat, el terme va canviar oficialment a l'actual Riksdag. El 1970, el riksdag va tornar a ser unicameral, però va conservar la seva denominació.

## Organització
- President: Andreas Norlén (Partit Moderat), des del 24 de setembre de 2018.
- Tipus de cambra: Unicameral amb 349 membres.
- Eleccions: Els membres del riksdag són elegits per votació popular, de tipus proporcional, cada quatre anys. Les eleccions són celebrades el tercer diumenge de setembre.
- Últimes eleccions celebrades: 9 de setembre de 2018

## Història
Les arrels del Parlament de Suècia modern es poden trobar en la reunió de 1435 de la noblesa sueca celebrada en la ciutat d'Arboga. Esta assemblea informal fou modificada en 1527 pel primer rei suec modern, Gustau I, que pretenia incloure representants dels quatre estaments socials: la noblesa, el clergat, la burgesia (els comuners propietaris com els comerciants, advocats...), i els camperols (agricultors amb propietat terratinent). Esta forma de representació (Ständestaat) va durar fins al 1865, quan la representació per béns fou abolida i s'establí el parlament bicameral modern. No obstant això, no es va convertir en un parlament en el sentit contemporani fins que s'establiren principis parlamentaris al sistema polític en 1917.
El 22 de juny de 1866, el riksdag decidí reconstituir-se com a assemblea legislativa bicameral, formada per la Första kammaren o Primera Càmera, amb 155 membres i l'Andra kammaren o Segona Càmera amb 233 membres. La Primera Càmera era elegida indirectament per regidors dels comtats i ciutats, mentre que la Segona Càmera era elegida directament per sufragi universal. Aquesta reforma vingué emparada pel descontentament social amb el règim estamental, que ja no era capaç de representar al poble.
Mitjançant una esmena a la Constitució Sueca en les eleccions generals de 1970, s'establí una assemblea unicameral amb 350 escons. Les eleccions generals següents al Riksdag unicameral de 1973, només donà al Govern el suport de 175 membres, mentre que l'oposició tenia una força igual a 175 membres. En diversos casos es produí un empat de vots, i la decisió final deuria ser determinada per sorteig. Per a evitar la repetició d'aquestos casos, el nombre d'escons en el Parlament es reduïren a 349 des de 1976.

## Política
Els partits polítics tenen molt poder a Suècia, on els diputats del Parlament, en general, donen el suport als seus partits en les votacions parlamentàries. En la majoria dels casos, els governs poden obtindre el suport de la majoria del Riksdag a través de les aliances entre els partits, el que permet al govern controlar l'agenda parlamentària.
Durant molts anys, cap partit polític en Suècia ha aconseguit més del 50% dels vots. Els partits polítics poden cooperar amb agendes similars en diversos assumptes, i per això formen governs de coalició. En general, existeixen dos grans blocs en el parlament, l'Esquerra i la dreta, o els socialistes i no socialistes.

## Composició

### Legislatura 2018-2022 (actual)
|  | Partit                 | % Escons | Escons |
|  | Partit Socialdemòcrata | 28,65%   | 100    |
|  | Partit Moderat         | 20,06%   | 70     |
|  | Demòcrates Suecs       | 17,77%   | 62     |
|  | Partit Verd            | 4,58%    | 16     |
|  | Partit de Centre       | 8,88%    | 31     |
|  | Partit de l'Esquerra   | 8,02%    | 28     |
|  | Partit Popular Liberal | 5,73%    | 20     |
|  | Demòcrata-Cristians    | 6,3%     | 22     |
|  | Total                  | 100,00%  | 349    |

### Legislatura 2014-2018
|  | Partit                 | % Escons | Escons |
|  | Partit Socialdemòcrata | 32,4%    | 113    |
|  | Partit Moderat         | 24,1%    | 84     |
|  | Demòcrates Suecs       | 14,0%    | 49     |
|  | Partit Verd            | 7,2%     | 25     |
|  | Partit de Centre       | 6,3%     | 22     |
|  | Partit de l'Esquerra   | 6,0%     | 21     |
|  | Partit Popular Liberal | 5,4%     | 19     |
|  | Demòcrata-Cristians    | 4,6%     | 16     |
|  | Total                  | 100,00%  | 349    |